# 대한민국 민법 제454조
대한민국 민법 제454조는 채무자와의 계약에 의한 채무인수에 대한 민법조문이다.

## 조문
제454조(채무자와의 계약에 의한 채무인수) ① 제삼자가 채무자와의 계약으로 채무를 인수한 경우에는 채권자의 승낙에 의하여 그 효력이 생긴다.

②채권자의 승낙 또는 거절의 상대방은 채무자나 제삼자이다.

第454條(債務者와의 契約에 依한 債務引受) ① 第三者가 債務者와의 契約으로 債務를 引受한 境遇에는 債權者의 承諾에 依하여 그 效力이 생긴다.

②債權者의 承諾 또는 拒絶의 相對方은 債務者나 第三者이다.

## 판례
- 상속재산 분할의 대상이 될 수 없는 상속채무에 관하여 공동상속인들 사이에 분할의 협의가 있는 경우라면 이러한 협의는 민법 제1013조에서 말하는 상속재산의 협의분할에 해당하는 것은 아니지만, 위 분할의 협의에 따라 공동상속인 중의 1인이 법정상속분을 초과하여 채무를 부담하기로 하는 약정은 면책적 채무인수의 실질을 가진다고 할 것이어서, 채권자에 대한 관계에서 위 약정에 의하여 다른 공동상속인이 법정상속분에 따른 채무의 일부 또는 전부를 면하기 위하여는 민법 제454조의 규정에 따른 채권자의 승낙을 필요로 하고, 여기에 상속재산 분할의 소급효를 규정하고 있는 민법 제1015조가 적용될 여지는 전혀 없다.[1]